# Lothar Kempter
Lothar Kempter, né le 5 février 1844 à Lauingen et mort le 14 juillet 1918 à Vitznau, est un chef d'orchestre et compositeur bavaro-suisse.